# Gettysburg (Pennsylvania)
Gettysburg is een borough dat ligt in de Amerikaanse staat Pennsylvania, 68 kilometer ten zuidzuidwesten van de stad Harrisburg, die de hoofdstad is van de staat. Tijdens de telling in 2010 had Gettysburg een inwoneraantal van 7.620.

## Geschiedenis

### Amerikaanse Burgeroorlog
Het stadje Gettysburg is vooral bekend geworden als de plaats waar, van 1 juli tot 3 juli 1863, de Slag bij Gettysburg plaatsvond. Het was de grootste veldslag van de Amerikaanse Burgeroorlog. De strijdende partijen waren de Noordelijke staten aan de ene kant (voor afschaffing slavernij) en de Zuidelijke staten (tegen afschaffing slavernij) aan de andere kant. De slag was een groot keerpunt in de oorlog.
Op en nabij Gettysburg staan tal van monumenten die deze veldslag doen herdenken. Gettysburg National Military Park en de Gettysburg National Cemetery zijn daar enkele voorbeelden van. De economie van Gettysburg drijft vooral op de toeristenindustrie: dankzij de grote historische waarde krijgt het stadje jaarlijks rond de 2 miljoen bezoekers.

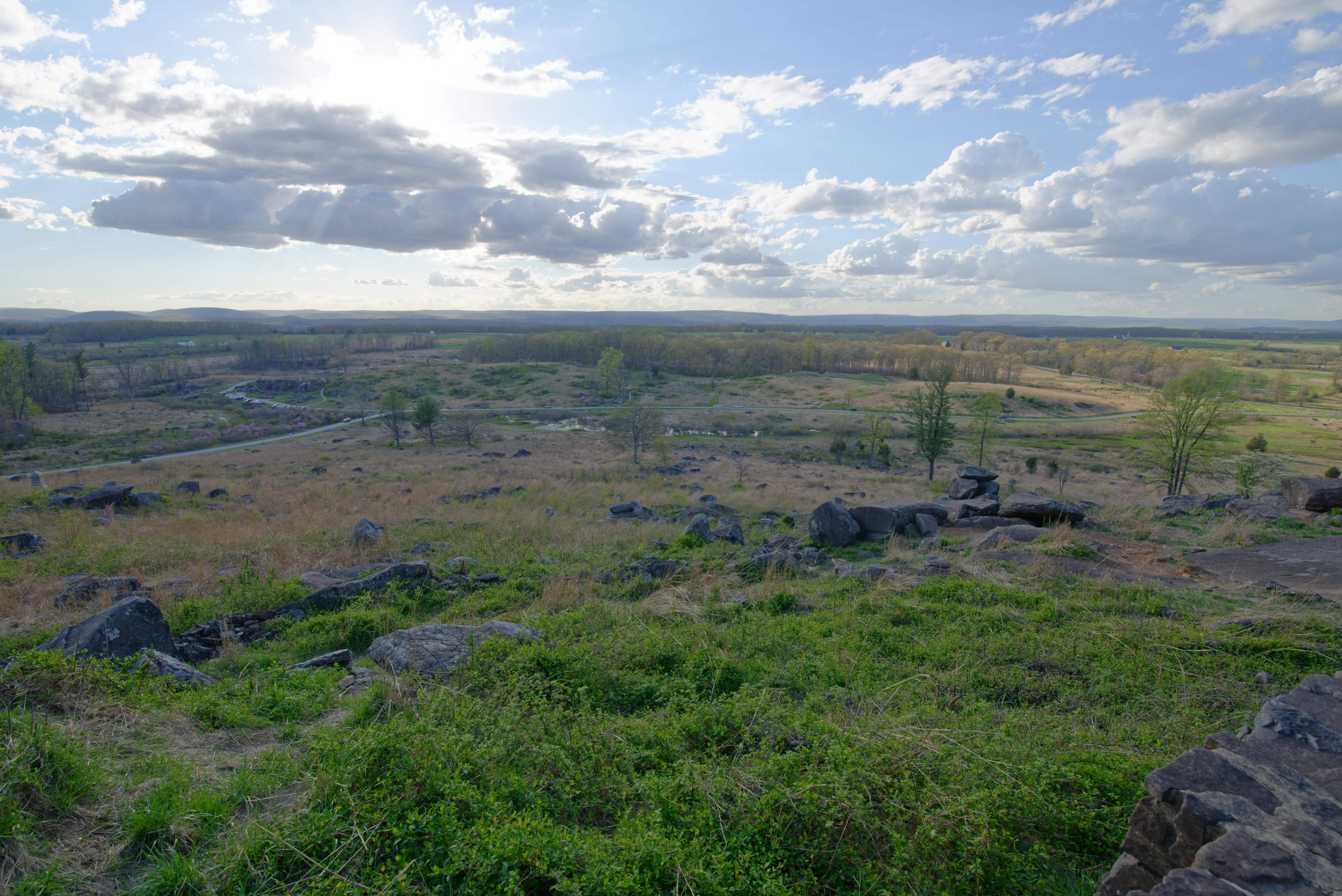
Het slagveld in Gettysburg
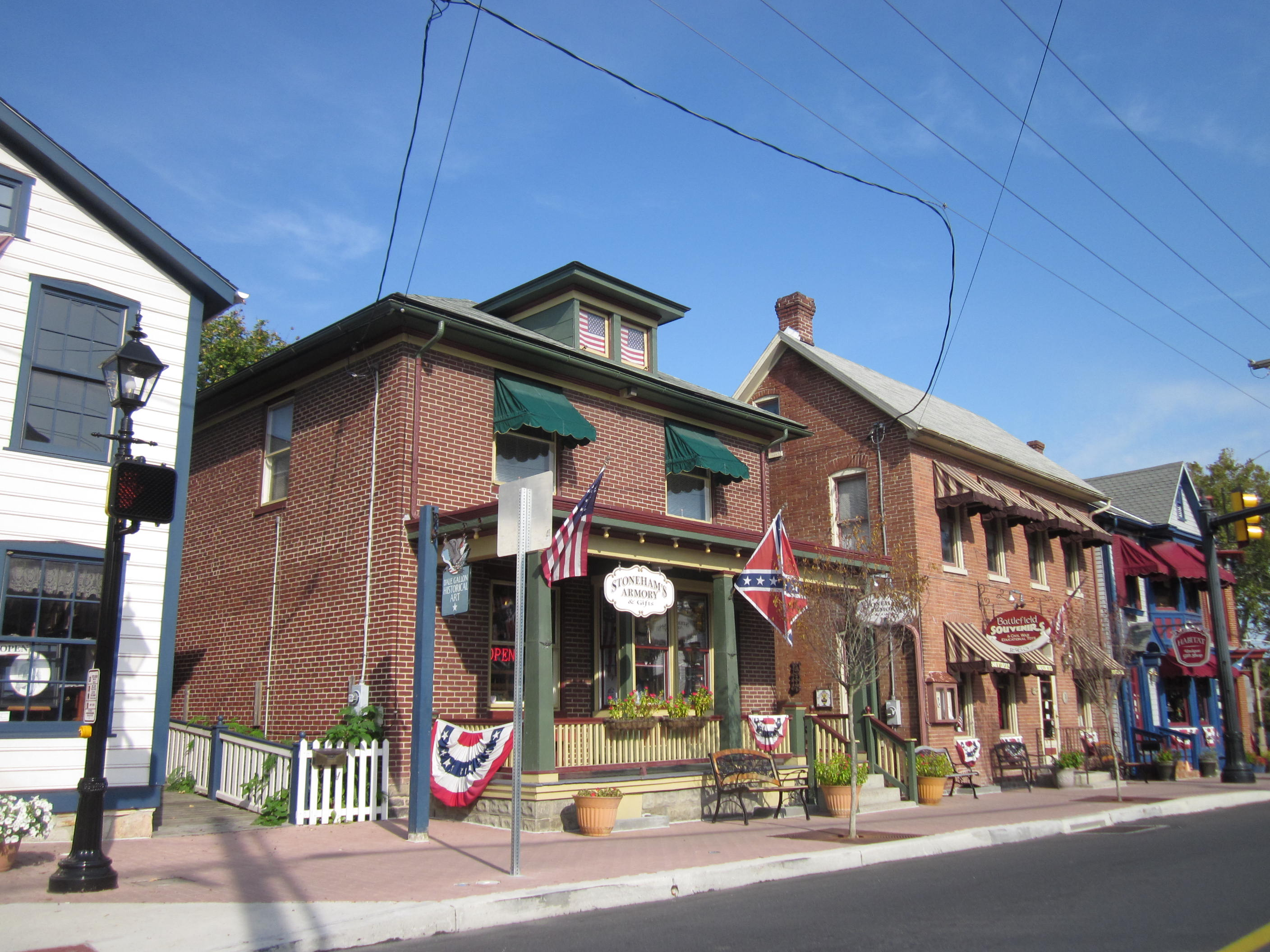
Souvenir winkels in Gettysburg

## Plaatsen in de nabije omgeving
De onderstaande figuur toont nabijgelegen plaatsen in een straal van 12 km rond Gettysburg.